# Viettessa bethalis
Viettessa bethalis is een vlinder uit de familie grasmotten (Crambidae). De wetenschappelijke naam van deze soort is voor het eerst geldig gepubliceerd in 1958 door Viette.
De soort komt voor in tropisch Afrika.